# William Paulet, 1. markýz z Winchesteru
William Paulet, 1. markýz z Winchesteru (asi 1483/1485, Fisherton Delamere – 10. března 1572, Old Basing) byl anglický politik, Lord nejvyšší pokladník a Lord strážce pečeti.

## Život
Narodil se asi roku 1483/1485 ve Fisherton Delamere jako syn Sira Johna Pauleta a jeho manželky a sestřenice Alice, dcery Sira Williama Pauleta a Elizabeth roz. Denebaud.
Roku 1503 se oženil s Elizabeth (úmrtí 25. prosince 1558), dcerou Sira Williama Capela, starosty City (Lord Mayor of London). Spolu měli osm dětí;
- John Paulet, 2. markýz z Winchesteru
  - ∞ Elizabeth Willoughby
  - ∞ Elizabeth Seymour
  - ∞ Winifred Brydges
- Thomas ∞ Mary Moore
- Chidiock
  - ∞ Elizabeth White
  - ∞ Frances Neville
- Giles ∞ Mary Trapps
- Alice ∞ Richard Stawell
- Margaret ∞ Sir William Berkeley
- Margery ∞ Sir Richard Waller
- Eleanor ∞ Sir Richard Pecksall

Během své kariéry prošel několika funkcemi jako byl např.jeho první funkce Nejvyššího šerifa Hampshiru či post Lorda komořího, Lorda nejvyššího pokladník a Lorda strážce pečeti. Mezitím působil na desítce dalších postech.
V letech 1535 a 1536 byl také jedním ze soudců při případu Johna Fishera a Thomase Mora.
Dne 9. března 1539 se stal Baronem St John z Basingu.
Dne 19. ledna 1550 mu byl přidělen titul hrabě z Wiltshire a 11. října 1551 titul markýz z Winchesteru.
Zemřel 10. března 1572 a byl pohřben v kostele v Basingu.